# Ronaldo Drummond
Ronaldo Gonçalves Drummond (Belo Horizonte, 21 de agosto de 1946 — Belo Horizonte, 9 de junho de 2020) foi um futebolista brasileiro que atuava como atacante.
Conhecido como Ronaldo, foi revelado nas categorias de base do Atlético-MG. No profissional, marcou 66 gols em 270 partidas. Além disso, fez parte da equipe campeã brasileira em 1971.

## Carreira
Filho de Moacir Santos Drumond e Dona Maria Geralda Gonçalves Drumond, Ronaldo começou a jogar bola em times de várzea do bairro Floresta, em Belo Horizonte. Logo depois, foi para o juvenil do Cruzeiro-MG, onde ganhou seu primeiro salário como jogador: NCr$ 10,00. Veio para o juvenil do Atlético, trocado por Mário Jorge que decaiu seu futebol após esta troca, enquanto Ronaldo tornou-se um grande jogador.
Primo em primeiro grau do grande jogador Tostão, assinou seu primeiro contrato como profissional em 1964. Atuou apenas três partidas no Campeonato Mineiro de 1970 e sempre na ponta-direita. Foi também Campeão Brasileiro em 1971 tendo disputado 26 partidas e marcou 7 gols.
Estreou no Palmeiras dia 26 de maio de 1972 no empate em 2x2 contra o Real Madrid da Espanha. No clube paulista disputou 183, sendo 103 vitórias, 56 empates e 24 derrotas e marcando 30 gols e foi campeão Paulista em 1972 e 1974 e Brasileiro em 1972 e 1973.
Sempre foi um jogador polivalente, atuando em todas as posições do ataque e marcando gols importantes para as conquistas do Palmeiras na época da "Segunda Academia".
De todos os seus 30 gols, o mais importante foi o inesquecível gol contra o Corinthians na final do Paulistão de 1974. Gol que, além de dar o 17º título paulista da história do Verdão, manteve o alvinegro numa fila de mais de 20 anos, calando uma grande maioria de corintianos que estavam no Morumbi.
Atuou no clube até 1975, quando se transferiu para o Cruzeiro. Em 1976, passou a apresentar o programa De Olho na Rodada na TV Bandeirantes.

## Morte
Ronaldo morreu em Belo Horizonte no dia 9 de junho de 2020.

## Títulos
Atlético-MG
- Campeonato Mineiro: 1970
- Campeonato Brasileiro: 1971

Palmeiras
- Campeonato Paulista: 1972 e 1974
- Campeonato Brasileiro: 1972 e 1973

Cruzeiro
- Copa Libertadores da América: 1976
- Campeonato Mineiro: 1977